# كليفورد الكلب الأحمر الكبير
كليفورد الكلب الأحمر الكبير (بالإنجليزية: Clifford the Big Red Dog)‏ هي سلسلة كتب أمريكية للأطفال عن كلب أحمر عملاق اسمه كليفورد. تم نشره لأول مرة في عام 1963 وكتبه نورمان بريدويل (1928-2014). ساعدت السلسلة في تأسيس مؤسسة إستلاستيك كشركة نشر رائدة، وكليفورد هو التميمة الرسمية لسكولاستيك.

## الشخصيات
- كليفورد
- إميلي إليزابيث

## الاقتباسات
- كليفورد الكلب الأحمر الكبير (مسلسل تلفزيوني)
- أيام كليفورد جرو
- فيلم كليفورد الكبير حقا
- كليفورد الكلب الأحمر الكبير (فيلم)
- كليفورد الكلب الأحمر الكبير 2019 (مسلسل تلفزيوني)